# Hispània Ulterior
Hispània Ulterior fou una província romana creada a partir de l'establiment de la província d'Hispània el 205 aC que fou dividida efectivament des del 197 aC.
Fou governada per procònsols elegits extra ordinem (Liv. XXVIII. 38; XXIX. 13, XXXI. 20), i més endavant per dos pretors investits amb el poder dels procònsols i la insígnia de les 12 fasces (Liv. XXXII. 28, XXXIII. 26, Liv. XXXVII. 46, XXXIX. 29).
El 171 aC fou unida amb la província Citerior durant la guerra de Macedònia, però fou de nou separada el 167 aC.
Una legió es va estacionar a la província. La capital fou Còrdova (Corduba) i eventualment Cadis (Gades).